# Bungie
Bungie – amerykański producent gier komputerowych. Firma została założona w maju 1991 roku przez Alexa Seropiana, do którego później dołączył Jason Jones. Firma, która pierwotnie miała siedzibę w Chicago w stanie Illinois, pierwotnie koncentrowała się na produkowaniu gier na komputery Macintosh i stworzyła dwie odnoszące sukcesy serie gier wideo o nazwie Marathon i Myth. 
Microsoft przejął Bungie w 2000 roku, a jego projekt Halo: Combat Evolved został wykorzystany jako tytuł startowy konsoli Xbox Microsoftu. Halo stało się przełomową grą dla Xboksa, sprzedając miliony kopii i zapoczątkowując serię Halo. W dniu 5 października 2007 r. Bungie ogłosiło, że oddzieliło się od firmy Microsoft i stało się niezależną firmą. Prawa do serii Halo zachował jednak Microsoft. 
Bungie podpisał dziesięcioletnią umowę wydawniczą z Activision w kwietniu 2010 roku. Ich pierwszym projektem była wydana w 2014 roku gra first-person shooter, Destiny, a następnie Destiny 2 w 2017 roku. W styczniu 2019 roku Bungie ogłosiło, że skończyło współpracę z Activision i przejęło kontrolę nad wydawaniem Destiny 2. 31 stycznia 2022 roku Sony Interactive Entertainment ogłosiło przejęcie studia.

## Gry wydane przez Bungie
| Rok  | Tytuł                             | Platrorma                                                                        |
| ---- | --------------------------------- | -------------------------------------------------------------------------------- |
| 1991 | Operation: Desert Storm           | Classic Mac OS                                                                   |
| 1992 | Minotaur: The Labyrinths of Crete | Classic Mac OS                                                                   |
| 1993 | Pathways into Darkness            | Classic Mac OS                                                                   |
| 1994 | Marathon                          | Apple Pippin (jako Super Marathon), Classic Mac OS                               |
| 1995 | Marathon 2: Durandal              | Apple Pippin (jako Super Marathon), Classic Mac OS, Microsoft Windows, Xbox 360  |
| 1996 | Marathon Infinity                 | Classic Mac OS                                                                   |
| 1997 | Myth: The Fallen Lords            | Classic Mac OS, Microsoft Windows                                                |
| 1998 | Myth II: Soulblighter             | Classic Mac OS, Microsoft Windows                                                |
| 2001 | Oni                               | Classic Mac OS, macOS, Microsoft Windows, PlayStation 2                          |
| 2001 | Halo: Combat Evolved              | macOS, Microsoft Windows, Xbox, Xbox One                                         |
| 2004 | Halo 2                            | Microsoft Windows, Xbox, Xbox One                                                |
| 2007 | Halo 3                            | Xbox 360, Xbox One, Microsoft Windows                                            |
| 2009 | Halo 3: ODST                      | Xbox 360, Xbox One, Microsoft Windows                                            |
| 2010 | Halo: Reach                       | Xbox 360, Xbox One, Microsoft Windows                                            |
| 2014 | Destiny                           | PlayStation 3, PlayStation 4, Xbox 360, Xbox One                                 |
| 2017 | Destiny 2                         | Microsoft Windows, PlayStation 4, Playstation 5, Xbox One, Xbox Series X, Stadia |